# 바이올린과 관현악을 위한 시곡
《바이올린과 관현악을 위한 시곡 작품번호 25》(프랑스어: Poème)은 에르네스트 쇼송의 대표적인 작품이다. 
모든 바이올린 곡 중에서 악장 중심의 협주곡과 같은 대곡을 제외하고 예술적 바이올린 독주곡의 걸작으로서 베토벤의 '로망스'와 함께 오늘날까지도 즐겨 연주되고 있는 곡이 에르네스트 쇼숑의 '바이올린과 오케스트라를 위한 시곡(詩曲)으로서 쇼숑의 우수와 정열, 그리고 신비스러운 꿈에 가득찬 서정적인 가락의 여음이 청중의 마음을 끌어 놓아 주지 않는다.

## 특징
이 시곡의 특징은 루트비히 판 베토벤의 바이올린과 관현악을 위한 《로망스 제1번 사장조 작품번호 40》, 《제2번 바장조 작품번호 50》처럼 솔로 바이올린과 오케스트라와 협주 형식으로 되어 있으나 협주곡처럼 각기 일정한 형식을 지니는 다악장형태가 아닌 단형식의 바이올린 독주곡으로 분류되는데 있다. 따라서 그만큼 바이올린 독주자의 기량이 돋보이고 중요시되는 곡이다.
쇼숑의 이 시곡은 독특하면서도 교묘한 교양적인 주법과 강한 정열, 깊은 우수를 바탕으로 한 시대적 감정이 적절히 배합된 근대 바이올린곡의 걸작으로 손꼽히고 있다.

## 곡의 구성
1896년에 완성되어 그 당시 유명한 바이올린의 명수였던 이자이에게 바쳐지고 있는데, 자유로운 형식 속에 아름다운 균형이 세련된 감각으로 전해진다.
이 시곡은 크게 4부분으로 나뉜다.
1. '렌토 에 미소테리오조'는 느리고 신비스러운 서주에 뒤이어 명상적이고 맑은 제1테마를 독주 바이올린 카덴차 풍으로 발전시키고 있다.
2. 두 번째의 '아니마토'는 6박자로 전개되면서 솔로 바이올린과 오케스트라와 총주로 활달하고 강렬한 제2주제가 나타나는데 정열적이며 명랑한 이 부분은 클라이막스로 나아간다.
3. 세 번째 부분인 '포크 렌토 알레그로'는 번민하면서 때로는 꿈을 꾸듯, 때로는 진지한 정열로서 여러 가지 모양의 조바꿈이 선보인다.
4. 네 번째는 '템포 프리모'로서 처음 템포로 제1주제에 의한 종결부로 들어가는데, 일단 고조된 후 서정적인 정취를 자아내면서 여리게 끝나고 있다.

## 악기 편성
- 독주 바이올린
- 관현악: 플루트2, 오보에2, 클라리넷(내림 나)2, 바순2, 호른4, 트럼펫2, 트롬본3, 튜바, 팀파니, 하프, 현악 5부

## 같이 보기
- 에르네스트 쇼송

## 참고 문헌
- 클래식명곡이야기 (아름출판사, 서울, 1993.3.25) 중에서